# 吕桑斯
吕桑（法語：Lucens）是瑞士联邦西部法语区的沃州下设的一个镇。在行政上属于布罗瓦-维利区管辖。吕桑的总面积为6.28平方公里。截至2010年底，总人口为2,633。